# Ruedi Brassel
Ruedi Brassel (zeitweise Ruedi Brassel-Moser; * 28. Juli 1955) ist ein Schweizer Historiker und Politiker (SP).

## Leben und Wirken
Ruedi Brassel studierte Geschichte, Philosophie und Wirtschaftswissenschaften an der Universität Basel. 1981 schloss er das Studium mit einer Lizentiatsarbeit mit dem Titel Der schweizerische Freisinn in den Auseinandersetzungen der ersten Nachkriegszeit 1918–1922 ab. 1991 promovierte er in Basel mit einer Dissertation über die politischen Kulturen in der Schweiz in den 1920er-Jahren mit dem Titel Dissonanzen der Moderne. Als Historiker arbeitete er in vielen Projekten und veröffentlichte Bücher, Aufsätze und Theaterstücke. Er war Assistent von Martin Schaffner an der Universität Basel. Als Mitarbeiter des Historischen Lexikons der Schweiz, Arbeitsstelle Basel, verfasste und betreute er zahlreiche Artikel.
Seine Forschungsschwerpunkte bilden die Geschichte der politischen Kultur, der Friedensbewegung und des religiösen Sozialismus sowie die Regionalgeschichte (Kanton Basel-Landschaft).
Ruedi Brassel ist Mitglied der SP. Von 1999 bis 2015 gehörte er dem Landrat des Kantons Basel-Landschaft an und war dort von 2003 bis 2008 Fraktionspräsident der SP. Von 1999 bis 2006 war er Mitglied der Geschäftsprüfungskommission und 2002/2003 Präsident der GPK-PUK zum Umbau des Kantonsspitals Liestal; von 2006 bis 2015 war er Mitglied der Finanzkommission. Von 2008 bis 2016 war er ausserdem im Pratteler Gemeinderat, wo er das Departement Dienste, Sicherheit, GGA und Informatik leitete.

## Schriften
Als Autor:
- red. mit Thomas Bein und Martin Leuenberger: Handbuch Frieden Schweiz. Z-Verlag, Basel 1986.
- Vorurteil im Feindbild – Vorbild im Feindurteil. Überlegungen zu Vorurteilen, Selbst- und Feindbildern in der Schweiz. Friedensforum, Basel 1989.
- bearb. mit Andreas Pauli: Hans Ulrich Jäger, Markus Mattmüller, Arthur Rich (Hrsg.): Leonhard Ragaz in seinen Briefen. Bd. 3: 1933–1945. EVZ, Zürich 1992.
- mit Martin Leuenberger: Willi Kobe – Pazifist, Sozialist und Pfarrer. Eine Lebensgeschichte der Friedensbewegung. Mit einem Vorwort von Alfred A. Häsler. Exodus, Luzern 1994.
- Dissonanzen der Moderne. Aspekte der Entwicklung der politischen Kulturen in der Schweiz der 1920er Jahre. Chronos, Zürich 1994 (Dissertation, Universität Basel, 1991).
- mit Jürg Seiberth: 1945 – Männerchor und Frauenstreik. Ein szenischer Bilderbogen. Ein Projekt von Theater auf dem Lande. Theater auf dem Lande, Arlesheim 1995.
- „Das Schweizerhaus muss sauber sein“. Das Kriegsende 1945 im Baselbiet. Verlag des Kantons Basel-Landschaft, Liestal 1999 (Digitalisat).
- mit Willy Spieler, Stefan Howald: Für die Freiheit des Wortes. Neue Wege durch ein Jahrhundert im Spiegel der Zeitschrift des religiösen Sozialismus. TVZ, Zürich 2009.

Als Herausgeber:
- mit Bernard Degen, Andreas Gross, Jakob Tanner: Zauberformel: Fauler Zauber? SP-Bundesratsbeteiligung und Opposition in der Schweiz. Z-Verlag, Basel 1984.
- mit Willy Spieler: Leonhard Ragaz: Eingriffe ins Zeitgeschehen. Reich Gottes und Politik. Texte von 1900 bis 1945. Exodus, Luzern 1995.
- mit Jennifer Degen: Einen Platz finden. Migrationsgeschichten zwischen Roccavivara und Pratteln. Edition Text und Media, Arlesheim 2010.